# 大塚雄士
大塚 雄士 (おおつか ゆうし、1986年3月10日 - ) は、日本のドラマー、パーカッショニスト。神奈川県相模原市出身。血液型はA型。

## 略歴
中学一年生のときにギターを始め、ゲームセンターのドラムマニアでよく遊んでいたことからバンドに誘われ、ドラムを始める。
学校法人イーエスピー学園専門学校ESPエンタテインメント東京の出身者である。
特にパーカッショニストとしての演奏は枠にとらわれない自由なもので、ライブ中、実際にコーヒー豆を挽き、その音を効果音にしたりもする。 
ライブでは打楽器のみならず、サンプラーやループマシン、エフェクター、ギター、キーボード、ボコーダーなども使用する。
［Alexandros］のドラマー、庄村聡泰は同じ高校の軽音楽同好会の二つ上の先輩である。

## ツアー・ライブサポート
- あいみょん[6]
- ALLaNHiLLZ[7]
- Anly
- 大原櫻子[8]
- 川島ケイジ
- 桐嶋ノドカ
- 酒井法子
- Jun (U-KISS)
- NakamuraEmi[9][10]
- 野田愛実
- 松本英子
- 丸本莉子[11]
- 美馬雅世BAND[12]
- 矢野まき

## レコーディング
- ALLaNHiLLZ[13]
- 伊禮恵
- 上白石萌音
- NakamuraEmi
- 中村舞子
- 琵奈子
- 前島麻由
- 丸本莉子
- 見田村千晴
- 美馬雅世BAND[14]
- アニメ・ゲームの劇伴音楽etc